# Krystyn (biskup halicki)
Krystyn (zm. ok. 1371) – duchowny rzymskokatolicki, franciszkanin, uczestnik misji katolickich na Rusi. W 1365 mianowany pierwszym w historii biskupem halickim, jeszcze przed oficjalnym ustanowieniem diecezji.